# Ole Hjorth
Ole Hjorth (født 27. november 1951), er en tidligere dansk atlet.
Ole Hjorth er opvokset i Harndrup og begyndte med at dyrke atletik i den lokale klub i Fjelsted-Harndrup. Som 16-17-årig skiftede han til Odense Freja. Hans bedste resultat er to DM, på 3000 meter-inde og 4 km terrænløb i 1973. Han stoppede på eliteplan i 1974 med VM i terrænløb i Milano, hvor han dog ikke kom i mål.
Ole Hjorth har universitetsstudier i idræt, psykologi/pædagogik og mag. art. og fik Odense Universitets guldmedalje i litteraturvidenskab i 1980. Han blev i 1980 lærer og var fra 1983 til 1987 forstander på Den Røde Højskole i Svendborg. I 1987 medstifter af Skolerne i Oure Sport & Performance, hvor han har været siden.

## Internationale mesterskaber
- 1974 VM 12km terrænløb dnf

## Danske mesterskaber
- Guld 1973 4 km terrænløb
- Guld 1973 3000 meter inde 8:39.6
- Bronze 1972 5000 meter 3 14:43.8